# 麻生隆守
麻生 隆守（あそう たかもり）は戦国時代の武将。大内氏の家臣。筑前国遠賀郡岡城主。

## 生涯
吉木麻生氏の血を引く麻生家信の嫡男として生まれる。
天文15年(1546年、天文13年とも)に大友義鎮の命を受けた瓜生貞延に居城・岡城を攻撃される。これに帆柱山城を本拠とする麻生氏も加勢し落城。戦死、もしくは自害した。
永禄2年(1559年)9月26日に宗像鎮氏に攻められて戦死した麻生次郎と同一人物という説もあるが、隆守は天文15年の合戦で討ち取られているため、誤りとされる。ですが、隆守に関わる大内家の文書が天文19年にも存在しており、封紙に麻生次郎隆守とあることから、永禄２年（１５５９年）に滅亡したと「金台寺過去帳」に記載された麻生次郎を隆守とし、隆守が天文15年に滅んだとする後世の説を否定している。